# 弟よ
「弟よ」（おとうとよ）は、1975年11月1日に発売された内藤やす子のデビュー・シングルである。オリコンチャート集計売上は35.4万枚。累計売上は65万枚。

## 収録曲
- 両楽曲共に、編曲：あかのたちお

1. 弟よ（3分46秒）
作詞：橋本淳／作曲：川口真
2. はずみで別れて（2分59秒）
作詞：なかにし礼／作曲：中村泰士